# Hanriot HD 1
Le Hanriot HD-1 (« HD » pour Hanriot-Dupont) est un chasseur biplan français de la Première Guerre mondiale construit par la société anonyme des appareils d’aviation Hanriot.

## Historique
La société Hanriot produisit quelques monoplans avant-guerre mais est surtout connue pour avoir construit des appareils Sopwith sous licence, notamment le Sopwith 1½ Strutter. C'est pendant l'été 1916 qu'est construit le « HD-1 » conçu par Pierre Dupont. Il a été mis à l'étude comme possible remplaçant du Nieuport 17 mais, une fois produits, ces appareils deviennent rapidement des « surplus » quand l'aviation militaire française décide finalement de remplacer le Nieuport 17 par le tout nouveau chasseur SPAD S.VII. Certains exemplaires ont alors été livrés à la marine française, d'autres ont été modifiés pour être embarqués comme hydravion, mais c'est avec les escadrons de chasse belges que le « HD-1 » trouve le succès. Ce type est resté la norme belge de chasseur pour le restant de la guerre. Willy Coppens, l'as belge, fut le meilleur pilote de « HD-1 », remportant 37 victoires à son bord. 
En Italie, le « HD-1 » fut livré en petit nombre par la France, mais abondamment construit sous licence par la société Nieuport-Macchi de Varese qui construisit près de 900 avions entre 1917 et 1919. Il devient là aussi la référence en matière d'appareil de chasse, avec 16 des 18 escadrons équipés en novembre 1918. Il y fut même jugé meilleur chasseur que le SPAD S.VII pour les combats tournoyants. La Suisse l'utilisa aussi en plus petit nombre, surtout comme avion d'entraînement et il y resta en service jusqu’en 1920. L'U.S. Navy l'utilisa aussi pour mener des expériences d'avion embarqué sur des navires de guerre, et comme hydravion (après avoir modifié la dérive et remplacé le train fixe par des flotteurs).

## Conception
Il s'agit d'un chasseur monoplace petit et extrêmement maniable à l'allure générale d'un Sopwith. Sa motorisation par un moteur rotatif Le Rhône de 110 ch ne le rendait pas exceptionnellement rapide, mais très manœuvrable et très populaire parmi les pilotes, comme étant un avion sûr et agréable à piloter. Pour maintenir une bonne vitesse ascensionnelle et de bonnes performances en altitude, il s'avéra nécessaire de limiter l'armement à une seule mitrailleuse synchronisée Vickers tirant au travers de l'hélice.

## Variante
- Hanriot HD-1 110 ch : Moteur Le Rhône 9J de 110 ch, 1 mitrailleuse Vickers
- Hanriot HD-1 170 ch : Moteur Le Rhône 9R de 170 ch, 2 mitrailleuses Vickers
- Hanriot HD-2: Appareil transformé en hydravion, empennage plus grand et flotteurs à la place du train fixe
- Hanriot HD-12 : Monoplace de chasse embarqué proposé au programme des monoplaces d'escadre de septembre 1919.

## Engagement
Belgique
- 1re escadrille de chasse
- Groupe de Chasse
  - 9e escadrille de chasse
  - 10e escadrille de chasse
  - 11e escadrille de chasse

 Italie16 escadrilles de chasse
 France
 Équateur1 appareil
 Paraguay3 appareils
 Suisse16 appareils.
Un premier HD-1 italien se pose à Samedan le 1 juin 1918. Interné, l'avion est longuement essayé pendant six mois avant d'être restitué à l'armée de l'air italienne le 7 décembre 1919. À la suite de ces essais, la Confédération helvétique achète aux surplus italiens seize avions en 1921. Ils sont utilisés pour l'entrainement au combat aérien. En 1926, le N° 660 est testé en statique jusqu'à rupture. Les résultats valident la poursuite de l'exploitation et ce n'est qu'en 1930 que le reste de la flotte est réformé. Le N° 653 est conservé et se trouve au Musée suisse des transports à Lucerne
 États-UnisUnited States Navy